# Grand prix Huy Duong Bui
Le Grand prix Huy Duong Bui est un prix annuel de l'Académie des sciences française, destiné à récompenser alternativement une personne issue de la recherche en France , pour des travaux remarquables dans les domaines de la mécanique, de l’informatique et de l’astrophysique. Il est décerné pour la première fois en 2018. Il porte le nom de Huy Duong Bui, spécialiste de la mécanique de la rupture et des problèmes inverses et membre de l'Académie des sciences.

## Lauréats et lauréates
- 2022 (astrophysique) : Nabila Aghanim, directrice de recherche CNRS à l’Institut d'astrophysique spatiale, spécialiste de la cosmologie observationnelle[2].
- 2021 (mécanique) : Samuel Forest, mécanicien des matériaux, directeur de recherche CNRS au Centre des matériaux (Mines ParisTech-PSL/CNRS) et professeur de mécanique à Mines ParisTech- PSL.
- 2020 (astrophysique) : Christine Joblin, directrice de recherche CNRS, spécialiste des hydrocarbures aromatiques polycycliques et fullerènes en astrophysique de laboratoire [3].
- 2019 (informatique) : Bernadette Charron-Bost, directrice de recherche au Centre national de la recherche scientifique au laboratoire d'informatique de l’École polytechnique à Palaiseau, spécialiste de la modélisation et la vérification formelle d’algorithmes distribués, lesréseaux multi-agents dynamiques, les algorithmes naturels et systèmes d’influence.
- 2018 (mécanique) : Martine Ben Amar,  physicienne et professeure à l’université Pierre et Marie Curie et au Laboratoire de physique statistique UMR 8550 de l’École normale supérieure à Paris, spécialiste de la modélisation de la croissance de tumeurs cancéreuses.